# Aus Sorge um Europa
Aus Sorge um Europa. Ein Appell ist ein Sachbuch des ehemaligen deutschen Bundeskanzlers Helmut Kohl aus dem Jahr 2014.

## Inhalt
Kohl verweist in dem Buch auf Fehler, die nach seiner Amtszeit bei und nach der Einführung des Euro gemacht wurden. Dies gelte vor allem für das Aufweichen der Euro-Stabilitätskriterien. Dieser Vorgang sei ein „Schandstück deutscher Politik“, so Kohl, der die Politik der rot-grünen Bundesregierung scharf kritisiert. Die Aufweichung sei auch ein Verrat an der engen deutsch-französischen Zusammenarbeit gewesen, die sich niemals gegen den Stabilitätspakt hätte wenden dürfen, so der ehemalige Bundeskanzler. Das Buch schließt mit der Grundüberzeugung, Europa sei unser Schicksal, Verantwortung und Verpflichtung. Europa sei eine historische Chance, die ergriffen werden müsse. Vor allem müsse die Politik wieder beherzt und entschlossen vorangehen. Europa solle wieder eine Herzensangelegenheit der Menschen werden.
Kohl bestreitet, dass der Euro eine Gegenleistung für die Zustimmung Frankreichs zur deutschen Einheit war, fügt aber hinzu, dass er diesen Preis, wenn verlangt, damals bezahlt hätte. Er gibt zu, dass er für die Gemeinschaftswährung in einer Abstimmung keine Mehrheit bei den Deutschen bekommen hätte, sieht sich aber durch seine mehrfache Wahl zum Bundeskanzler dafür hinreichend legitimiert.

## Entstehung
Helmut Kohl schrieb das Buch mit Unterstützung seiner Frau Maike Kohl-Richter.  Sie stellten es am 3. November 2014 im Frankfurter Hotel Villa Kennedy der Öffentlichkeit vor. Als Laudator wirkte der Präsident der Europäischen Kommission, Jean-Claude Juncker. Die Veranstaltung traf auf großes Medieninteresse.

## Ausgaben
- Helmut Kohl: Aus Sorge um Europa: Ein Appell. Droemer Knaur, München 2014, ISBN 978-3-426-27663-1.